# チャールズ・コンダー
チャールズ・コンダー（Charles Edward Conder、1868年10月24日 - 1909年2月9日）はイギリス生まれのオーストラリアの画家、版画家である。「ハイデルバーグ派」と呼ばれる、オーストラリアの印象派グループの重要人物である。

## 略歴
グレーター・ロンドンのトッテナムで生まれた。父親は土木技術者で、父親の仕事で、1873年に母親が亡くなるまで数年間インドで育った。イギリスに戻され教育を受け、父親の意向で土木技術を学んだ。1884年にオーストラリアで働いていた叔父のもとに送られ、ニューサウスウェールズ州政府に雇われ測量の仕事をしたが、風景画を描くことが楽しみになり、1886年に測量の仕事をやめて、絵入り新聞「Illustrated Sydney News」の挿絵画家に転じた。アルバート・ヘンリー・フルウッド(Albert Henry Fullwood)、フランク・P・マホニー(Frank P. Mahony)、ミンズ(Benjamin Edwin Minns)といった画家と知り合い、シドニーで教えていたダプリン(Alfred James Daplyn)の教室で学び、ニューサウスウェールズ美術協会の会員になった。
1888年にメルボルンに移り、アーサー・ストリートンと親しくなり、シドニーで知り合っていたトム・ロバーツと共同でスタジオを開いた。オーストラリアの風景を描いた作品を製作した後、1890年にヨーロッパに戻った。
1890年以降はヨーロッパ、おもにイギリスで過ごした。パリではアカデミー・ジュリアンで学び 、多くの前衛的な画家と知り合い、1892年にはアンリ・ド・トゥールーズ＝ロートレックがコンダーの肖像画を残している。1895年には多くの芸術家が集まったノルマンディのディエップにも滞在して作品を描いた。1901年に裕福な未亡人と結婚し、経済的な安定を得たが晩年はサナトリウムで梅毒の治療のために過ごした。

## 作品

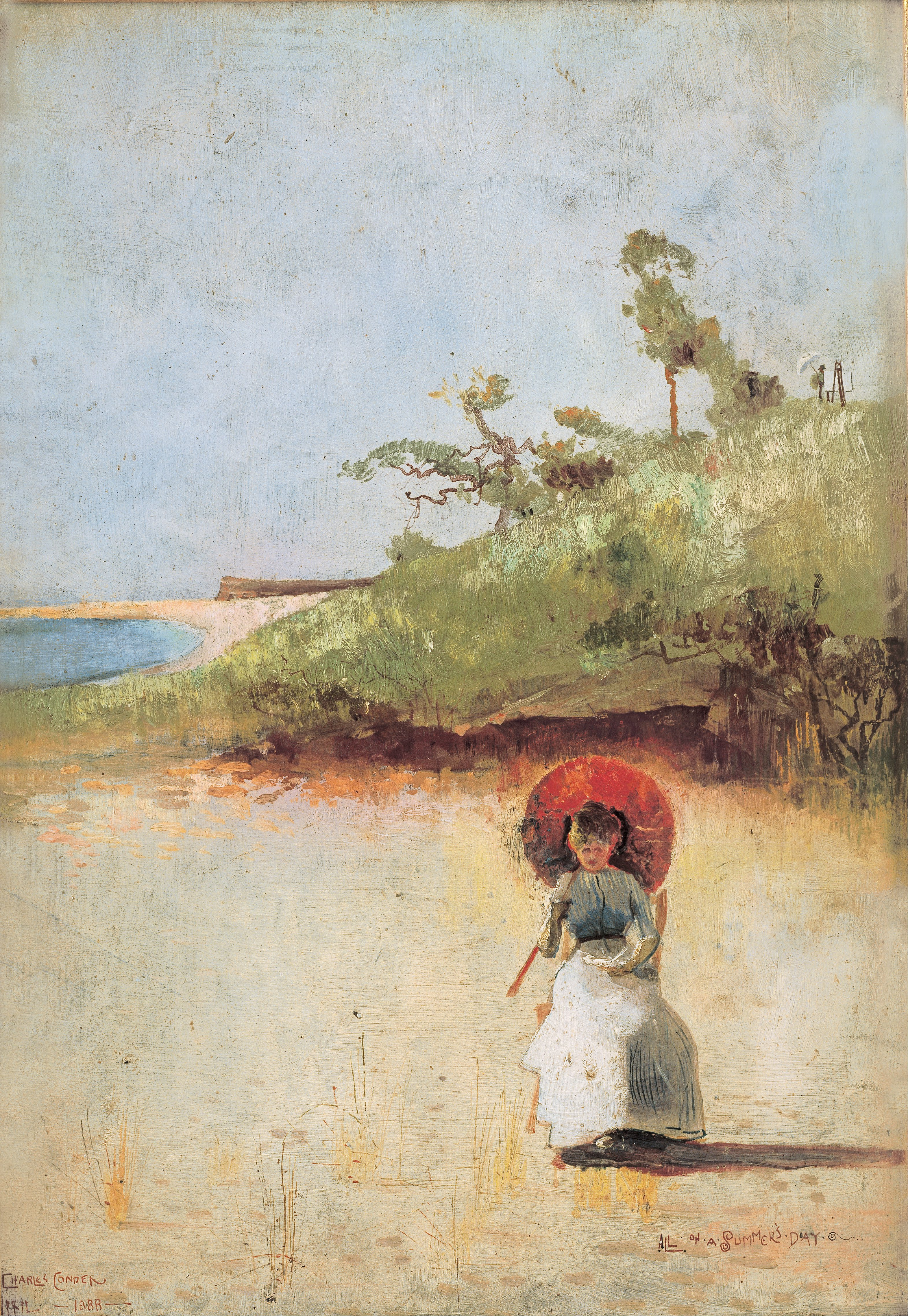
All on a summer's day (1888)
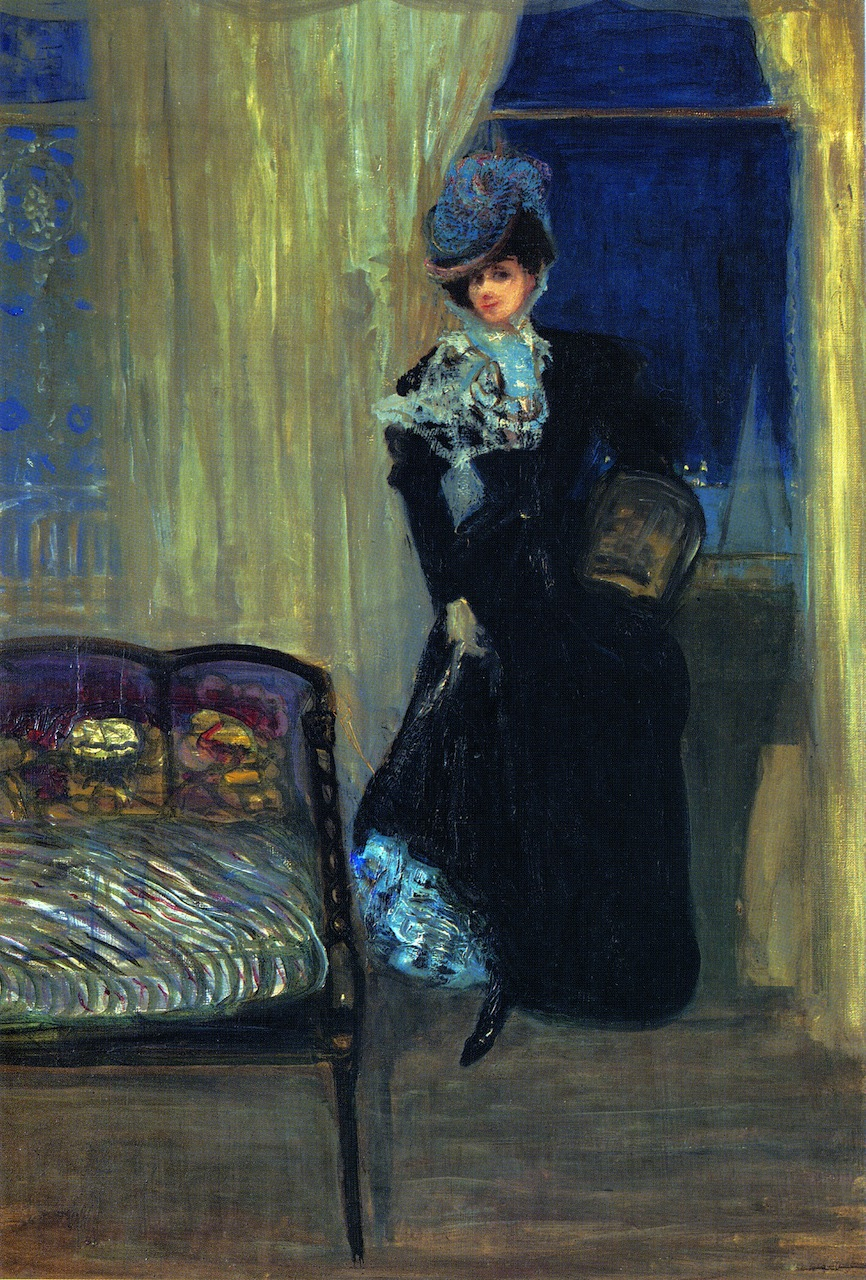
Madame Errazuriz (c.1890)
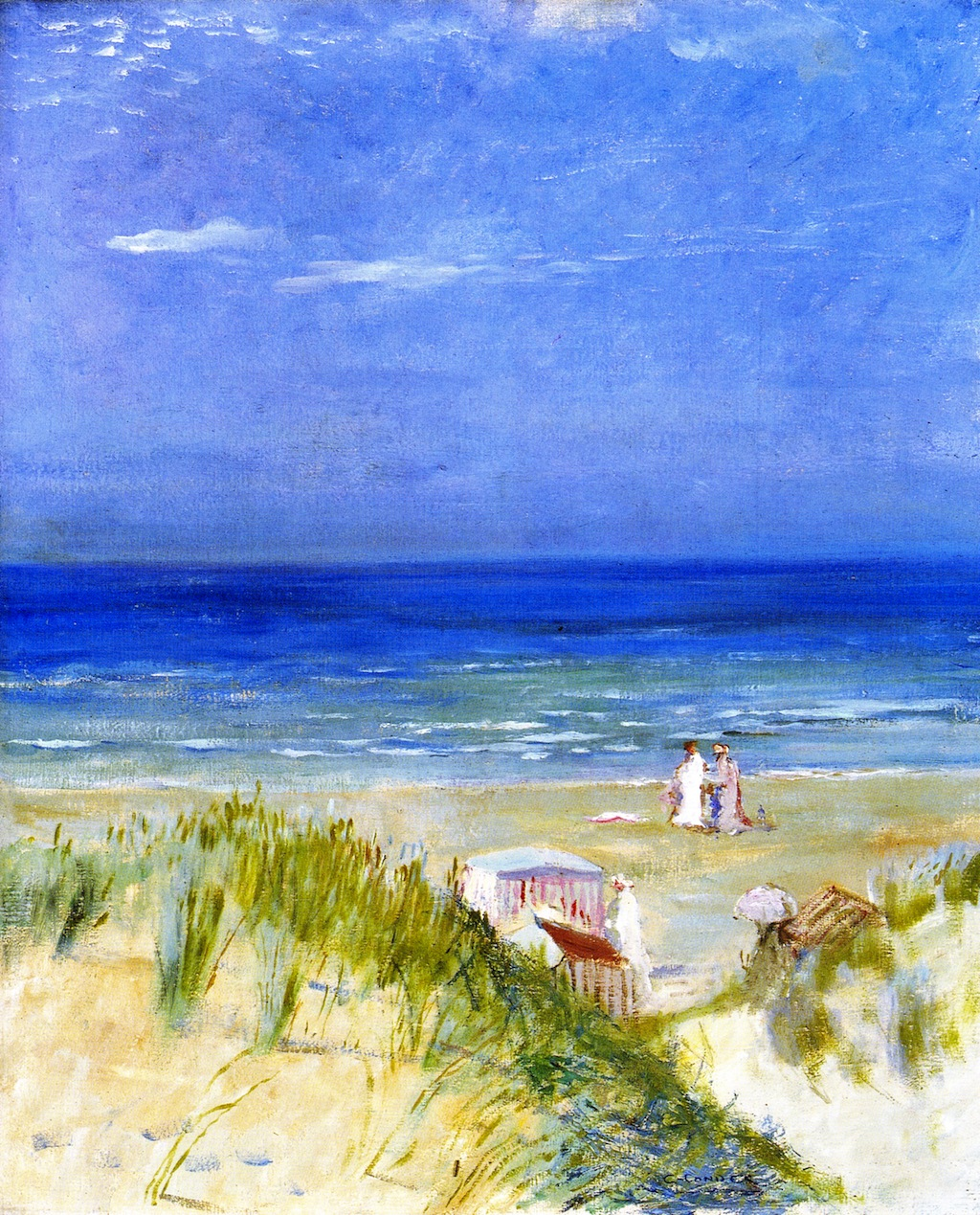
Sand Dunes (1890)
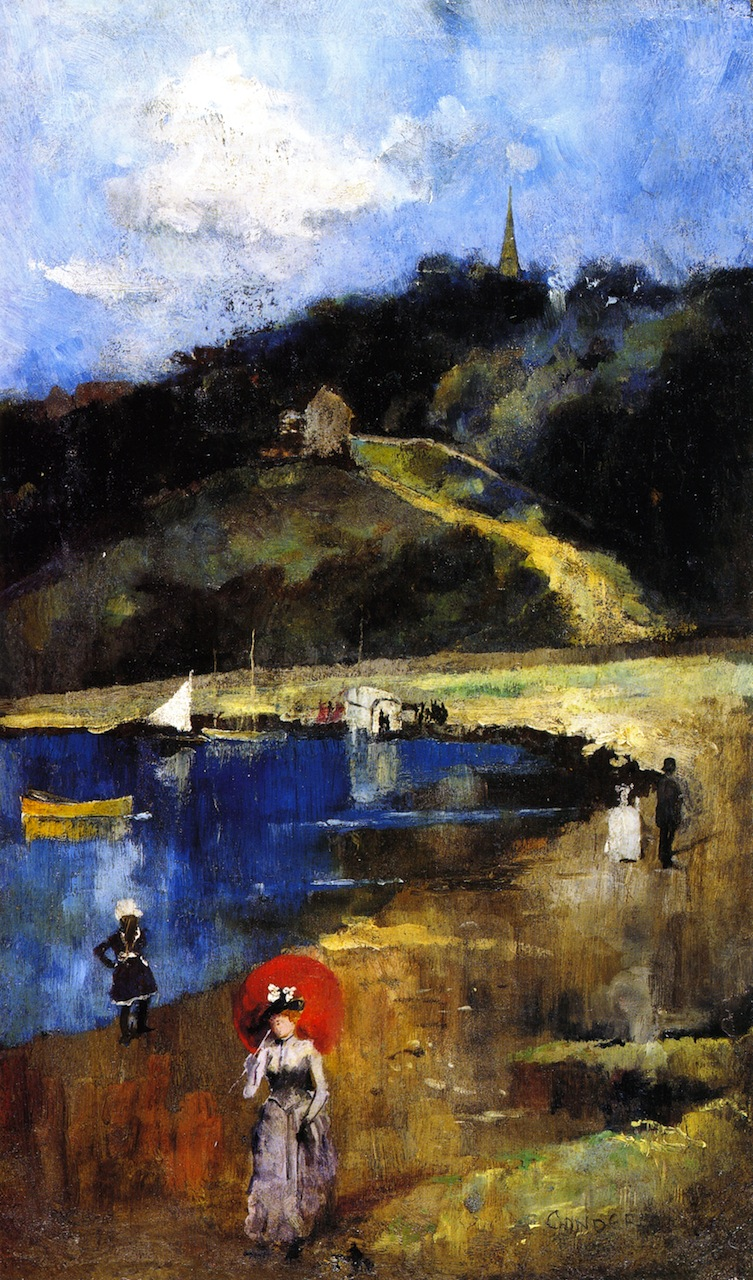
(c.1900)

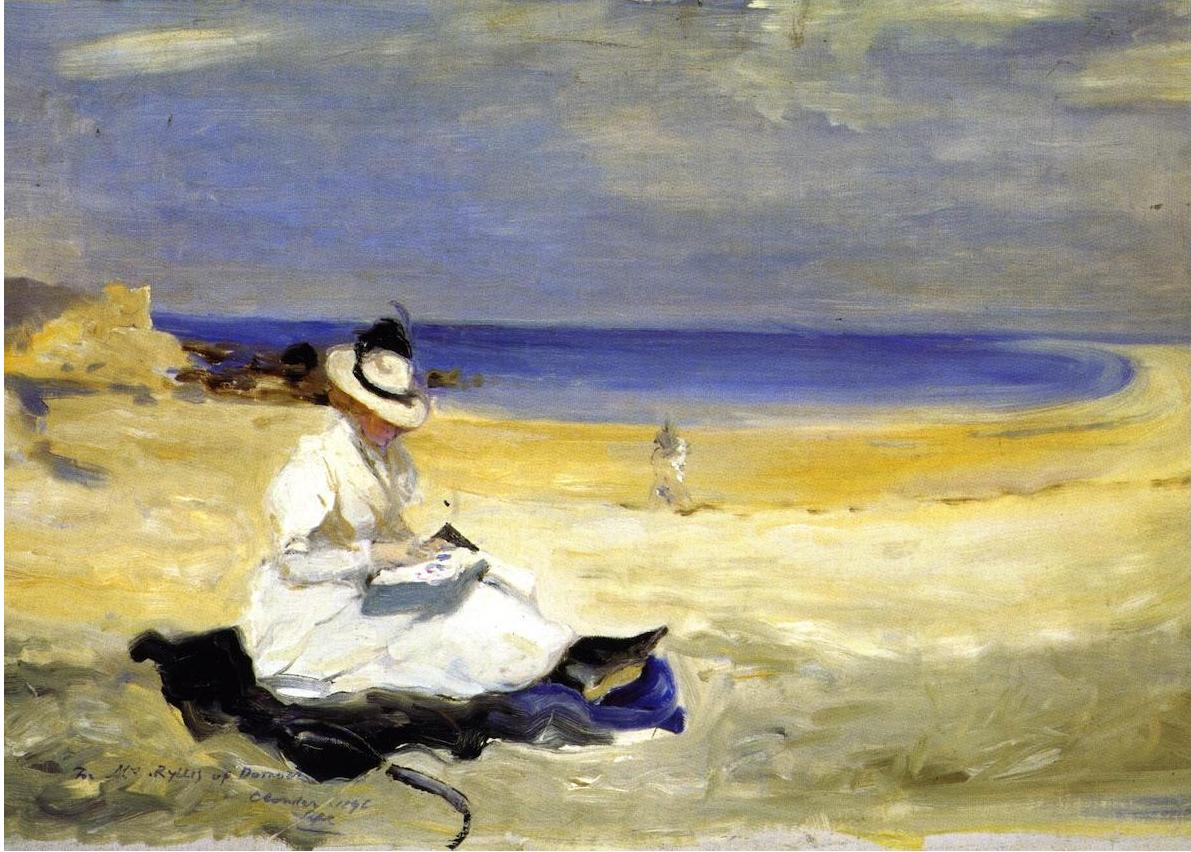
The Shore at Dornoch(c.1880)
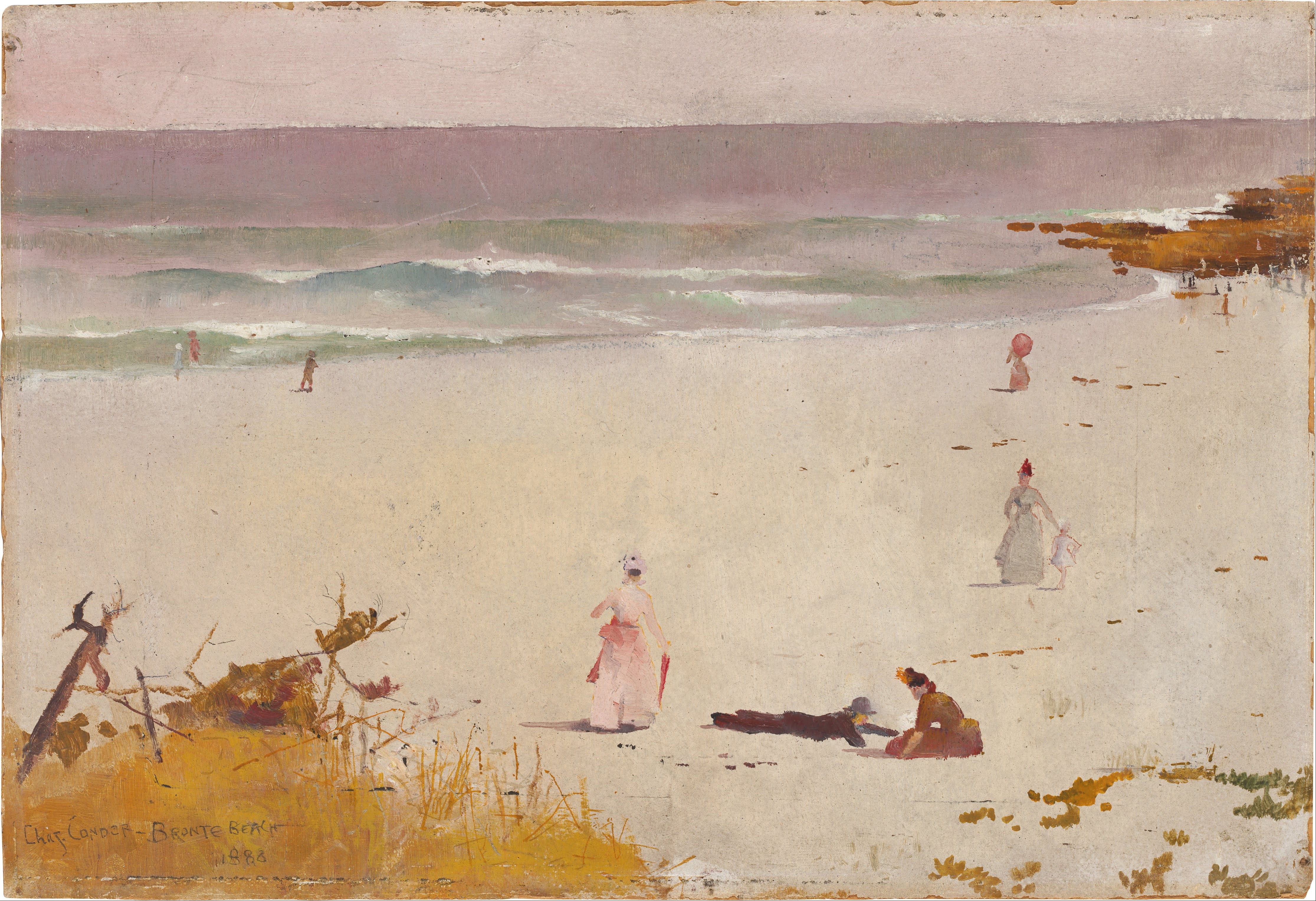
Bronte Beach (1888)
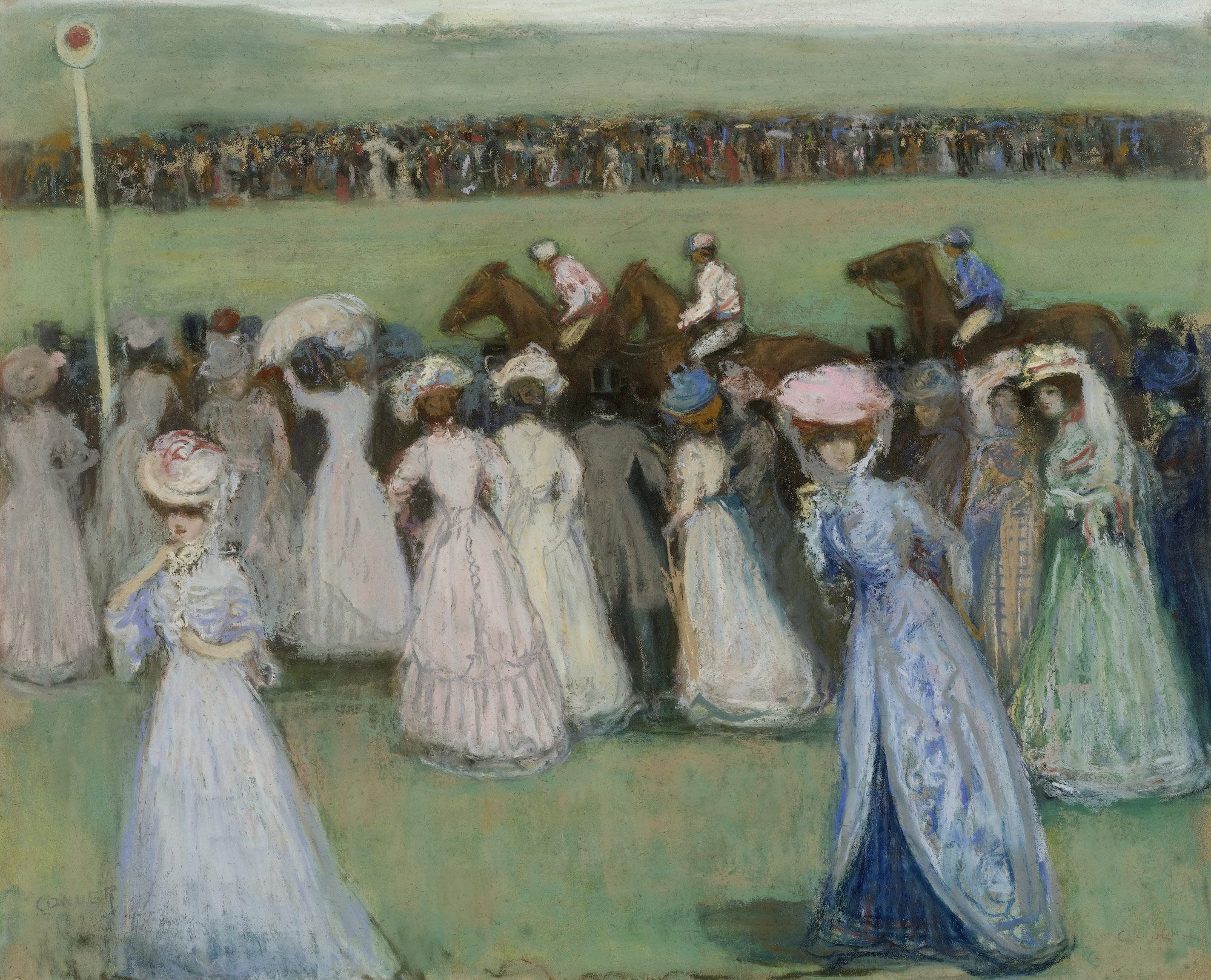
Champ de courses